# (4592) Alkissia
(4592) Alkissia (1979 SQ11) – planetoida z pasa głównego asteroid okrążająca Słońce w ciągu 5,71 lat w średniej odległości 3,19 j.a. Odkryta 24 września 1979 roku.